# بحيرى

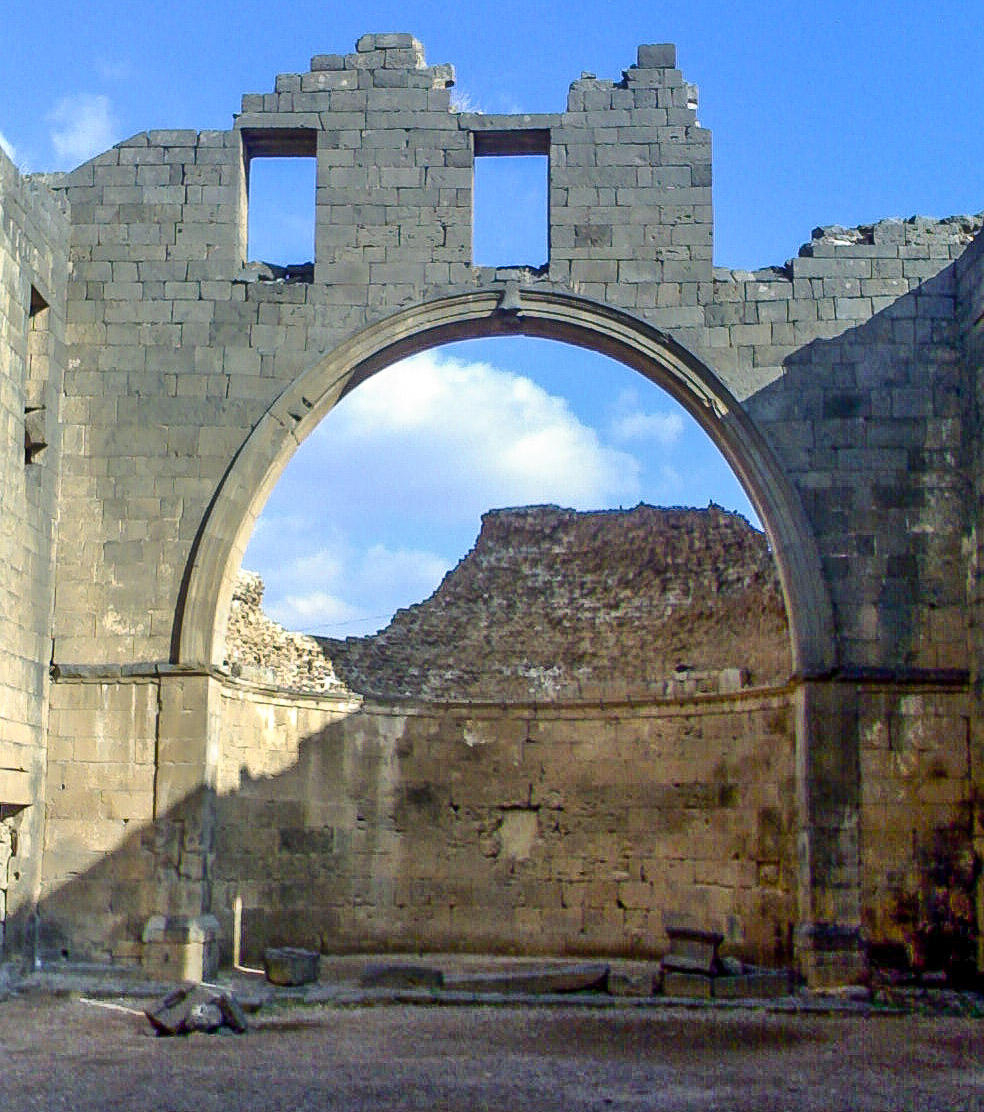
دير الراهب بحيرى ببصرى

الراهب بحيرى كان راهبا في منطقة بصرى الواقعة في جنوب بلاد الشام، كانت لديه مؤشرات مما عنده من كتب ومأثورات على قرب ظهورِ نبي في شبه الجزيرة العربية، وحسب رواية الترمذي فإن رسول اللّٰه محمد بن عبد الله عندما كان مسافرا ضمن قافلة تجارية مع عمه أبو طالب وهو في التاسعة أو في الثانية عشرة من عمره وعندما توقفت القافلة في بصرى فإن الراهب بحيرى الذي كان يعيش في صومعة قريبة من مكان توقف القافلة قد شاهد حسب الترمذي أن «كل شجرة وصخرة قد ركعت له، وأن ذلك لم يحدث إلا للأنبياء».
ما يزال إلى يومنا هذا (دير الراهب بحيرى) في مدينة بصرى (جنوب سوريا حاليا)، ويقع الدير قرب موقع مبرك الناقة وهو سوق تاريخي معروف على طريق الحرير في بصرى.

## رواية مقابلته للنبي محمد
ثبت في السنة النبوية مقابلة الرسول محمد بن عبد الله لراهب دون ذكر اسمه في روايتين صحيحين الأولى عن أبي موسى الأشعري ورواها الترمذي والحاكم والثانية عن أبي مجلز رواها ابن سعد كما وضّح ذلك الشيخ الألباني، ولكن ورد اسم بحيرى الراهب في رواية ابن إسحاق ولكنها دون اسناد فلا تثبت 
وهذا نص الروايتين الثابتتين:-
أما رواية أبي موسى الأشعري فأخرجها الترمذي في سننه (4/496) وأبو نعيم في «دلائل النبوة» (1/53) والحاكم في «المستدرك» (12 / 615 - 616) وابن عساكر في «تاريخ دمشق» (6/187 - 188/ 1) بأسانيد متعددة عن قراد أبي نوح: أنبأ يونس بن أبي إسحاق عن أبي بكر بن أبي موسى عن أبيه قال: خرج أبو طالب إلى الشام، وخرج معه النبي صلى الله عليه وسلم في أشياخ من قريش، فلما أشرفوا على الراهب هبطوا فعلوا رحالهم فخرج إليهم الراهب، وكانوا قبل ذلك يمرون به فلا يخرج إليهم ولا يلتفت، قال: فهم يحلون رحالهم فجعل يتخللهم الراهب حتى جاء فأخذ بيد رسول الله صلى الله عليه وسلم، وقال: هذا سيد العالمين، هذا رسول رب العالمين يبعثه الله رحمة للعالمين، فقال له أشياخ من قريش: ما علمك؟ فقال: إنكم حين أشرفتم من العقبة لم يبق شجر ولا حجر إلا خر ساجداً ولا يسجدان إلا لنبي، وإني أعرفه بخاتم النبوة أسفل من غضروف كتفه مثل التفاحة، ثم رجع فصنع لهم طعاماً فلما أتاهم به، وكان هو في رعية الإبل، قال: أرسلوا إليه، فأقبل وعليه غمامة تظله، فلما دنا من القوم وجد القوم قد سبقوه إلى فيء الشجرة، فلما جلس مال فيء الشجرة عليه، فقال: انظروا إلى فيء الشجرة مال عليه.
والحديث حسنه الترمذي وإسناده جيد وقد صححه الحاكم والجزري وقواه العسقلاني والسيوطي وقد بين الشيخ الألباني صحته على طريقة أهل الحديث في «مجلة المسلمون» العدد الثامن من سنة 1379 (ص 393 – 397).
وأما رواية أبي مجلز فأخرجها ابن سعد في «الطبقات الكبرى» قال (1 / 120): أخبرنا خالد بن خداش: أخبرنا معتمر بن سليمان قال: سمعت أبي يحدث عن أبي مجلز أن عبد المطلب أو أبا طالب -شك خالد- قال: لما مات عبد الله عطف على محمد --، قال فكان لا يسافر سفراً إلا كان معه فيه، وإنه توجه نحو الشام فنزل منزله فأتاه فيه راهب، فقال: إن فيكم رجلاً صالحاً، فقال: إن فينا من يقري الضيف ويفك الأسير ويفعل المعروف، أو نحواً من هذا، ثم قال: إث فيكم رجلاً صالحاً، ثم قال: أين أبو هذا الغلام؟ قال: ها أنا ذا وليه، أو قيل. هذا وليه، قال. احتفظ بهذا الغلام ولا تذهب به إلى الشام، إن اليهود حسد، وإني أخشاهم عليه، قال: ما أنت تقول ذاك ولكن الله يقول، فرده، قال اللهم إني أستودعك محمداً، ثم إنه مات.
وهذا إسناد مرسل صحيح، فإن أبا مجلز واسمه لاحق بن حميد تابعي، ثقة، جليل، احتج به الشيخان في صحيحيهما، وبقية أصحاب الكتب الستة، وأخذ الحديث عن جماعة من الصحابة منهم: عمران بن حصين، وأم سلمة زوج النبي --، وأنس، وجندب بن عبد الله، وغيرهم، ومن بينه وبين ابن سعد كلهم عدول ثقات، احتج بهم مسلم في صحيحه.

## نقد الرواية
في عهد الأمويين، كتب أحد الشخصيات الدينية المسيحية واسمه يوحنا الدمشقي كتابًا باسم الهرطقة وفيه اتهم يوحنا محمد بن عبد الله رسول الإسلام بأنه اقتبس دينه من ذلك الراهب وأن بحيرى قد كتب جزءاً من القرآن.
هناك الكثير من الجدل حول الراهب بحيرى وهذه الحادثة يمكن تلخيصه بالنقاط التالية:
- يوجد ذكر للراهب بحيرة ضمن الهراطقة في مصادر مسيحيّة نذكرُ منها ما وردَ لدى يوحنّا الدمشقيّ (676 – 749 م.) في مقالِه «الهَرْطَقَة المِئة» (تُرجمَ مؤخّرًا إلى العربيّة ونُشرَ في كتيّبٍ صغيرٍ في لبنان)، وهو الفصلُ الأخير من كتابِه «الهرطقات» (باليونانيّة) الذي يُعدّد فيه مئة بدعة نشأت في المسيحيّة (حتّى عصرِه)، ويختمها بالهرطقة المئة «هرطقةُ الإسماعيليّين» أي «الإسلام».[3]
- عدم التصريح باسمه في الروايات الإسلامية الثابتة والتصريح باسمه في الروايات غير الثابتة فقط.
- كون الرسول غلاما صغير السن عند رؤيته للراهب كما هو نص الروايات الإسلامية الثابتة
- قصر فترة اللقاء بين الرسول والراهب
- لا يوجد اسم لبحيرى في كتب من عنوا بذكر أساقفة الشام أو بصرى والمشهورين من رجال الدين.[4]